# Jungleland
Jungleland (Tierra Salvaje en España) es una película dirigida por Max Winkler y protagonizada por Charlie Hunnam junto con los coprotagonistas Jack O'Connell y Jessica Barden. La película comenzó a rodarse el 6 de agosto de 2018, y fue estrenada en la gran pantalla en 2019.

## Argumento
La película cuenta la historia de un boxeador rencoroso (O'Connell) y su hermano (Hunnam), mientras viajan por todo el país para la última pelea. En el camino, se encuentran con una compañera inesperada que convierte toda la relación fraternal en un caos.

## Reparto
- Charlie Hunnam como Stanley.
- Jessica Barden como Sky.
- Jack O'Connell como Lion.
- Owen Burke como Meadows.
- Frank Ridley como ?
- Ellen Collins como Diner Waitress.
- Johnno Wilson como Reggie.